# 学校法人専修大学
学校法人専修大学（がっこうほうじんせんしゅうだいがく）は、学校法人にして、専修大学等の設置者。

## 設置している大学
- 専修大学
- 石巻専修大学

### 過去、設置していた学校
- 専修大学短期大学部
- 専修大学北海道短期大学

### 関連する学校法人及びその設置学校
- 学校法人専修大学附属高等学校
  - 専修大学附属高等学校（東京都杉並区）
- 学校法人専修大学松戸高等学校
  - 専修大学松戸中学校・高等学校（千葉県松戸市）
  - 専修大学松戸幼稚園（千葉県松戸市）
- 学校法人玉名学園
  - 専修大学熊本玉名高等学校（熊本県玉名市）
- 学校法人北上学園
  - 専修大学北上福祉教育専門学校（岩手県北上市）
  - 専修大学北上高等学校（岩手県北上市）
  - 専修大学北上幼稚園（岩手県北上市）